# Fritz van Heerden
Pas d'image ? Cliquez ici

a Compétitions nationales et continentales officielles uniquement.

b Matchs officiels uniquement.
Dernière mise à jour le 20 septembre 2018.
 Frederick (Fritz) Johannes van Heerden, né le 29 juin 1970 à Roodepoort (Afrique du Sud), est un joueur de rugby à XV qui a joué avec l'équipe d'Afrique du Sud. Il évoluait au poste de deuxième ligne ou de troisième ligne aile (1,98 m pour 105 kg).

## Carrière

### En équipe nationale
Fritz van Heerden a disputé son premier test match le 4 juin 1994 contre l'équipe d'Angleterre. Son dernier test match fut contre l'équipe d'Espagne, le 10 octobre 1999.
Il a joué un match de la Coupe du monde 1999.

## Palmarès
- 14 sélections avec l'équipe d'Afrique du Sud
- Sélections par année : 3 en 1994, 2 en 1995, 4 en 1996, 5 en 1997, 1 en 1999